# Кубок Чорного моря (регата)
Кубок Чорного моря — перегони крейсерських яхт. Вперше відбулись в 1973 році.
За часів СРСР змагання мали статус всесоюзних. За часів незалежної України — відкрита всеукраїнська регата крейсерських яхт.